# 方丹拉卢韦
方丹拉卢韦（法語：Fontaine-la-Louvet，法語發音：[fɔ̃tɛn la luvɛ]）是法国厄尔省的一个市镇，属于贝尔奈区。

## 地理
方丹拉卢韦（49°9'54"N, 0°26'54"E）面积11.11 平方千米，位于法国诺曼底大区厄尔省，该省份为法国北部内陆省份，北起滨海塞纳省，西接奧恩省和卡爾瓦多斯省，南至厄尔-卢瓦省，东临瓦兹省、瓦兹河谷省和伊夫林省。
与方丹拉卢韦接壤的市镇（或旧市镇、城区）包括：洛泰勒里、巴约勒拉瓦莱、巴维尔、德吕库尔、迪朗维尔、皮安库尔、莱普拉斯、圣欧班德塞隆。
方丹拉卢韦的时区为UTC+01:00、UTC+02:00（夏令时）。

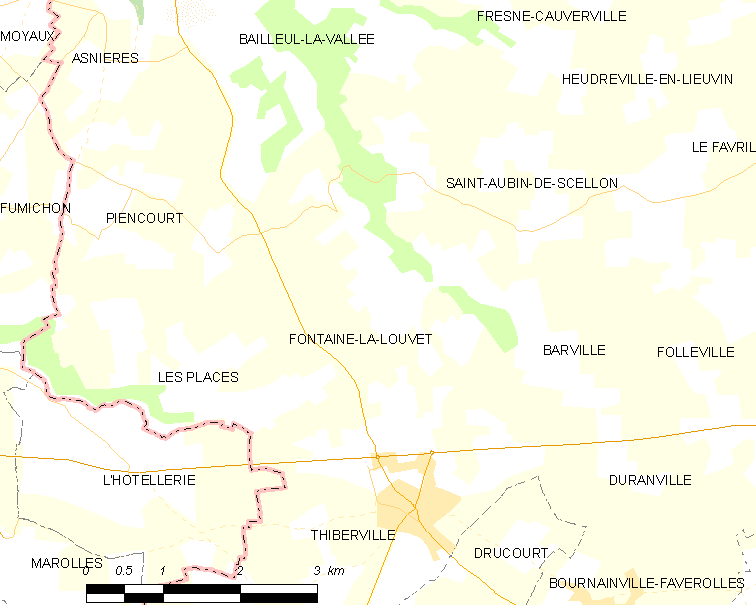
方丹拉卢韦的OSM定位图

## 行政
方丹拉卢韦的邮政编码为27230，INSEE市镇编码为27252。

## 政治
方丹拉卢韦所属的省级选区为伯兹维尔县。

## 人口

1962-2008年间方丹拉卢韦人口变化图示

方丹拉卢韦于2022年1月1日时的人口数量为338人。